# Трета книга на Ездра
Третата книга на Ездра е неканонична апокалиптична книга от Стария завет на Библията. Традиционно за автор се приема еврейският пророк Ездра от 5 век пр.н.е., но според научните изследвания книгата е написана между 70 и 218 година след Христа.
Книгата е добавена в апокрифа на католицизма и протестантството и е част от православната Библия. Йероним Блажени премахва тази книга от своята версия на Вулгата, но от IX век тя спорадично се появява в апокрифа на Вулгата, като включването ѝ става все по-масово след XIII век.
Книгата носи различни имена в различните подразделение на християнството. В православието е Трета книга на Ездра, в католицизма и протестанството обаче е известна като Втора книга на Ездра и Четвърта книга на Ездра. Книгата отсъства от Септуагинтата.
При молбата си към католическите крале за финансиране на първата му експедиция Христофор Колумб цитира стих 6:42 от книгата, според който земята е създадена от шест части земя и една част вода.